# Conmixtión
Conmixtión es, en derecho romano, uno de los modos de adquirir la propiedad de las cosas por accesión: cuando varias cosas sólidas (tratándose de cosas líquidas se habla de confusión) de distintos dueños se mezclan. Para estos casos, se daban reglas sobre quién era el dueño del resultado, en función de si había o no acuerdos previos entre los distintos propietarios y si las cosas mezcladas podían o no separarse o dividirse de nuevo. Cuando esa mezcla se realizaba con el acuerdo de los propietarios, se producía una copropiedad y para salir de esa situación se podía solicitar la "actio commni divibundo". 
Si la mezcla se realizaba sin consentimiento, entonces dependía de si la separación física era o no factible. De serlo, para separarse, cada propietario tenía una "actio ad exhibendu". De no serlo, surgía una copropiedad dónde, se podía solicitar la "actio commni divibundo", ya mencionada, para terminar con ella.
En la liturgia católica, se conoce como conmixtión al gesto del sacerdote, antes de la comunión, cuando deja caer trocitos del pan consagrado en el cáliz –de com-misceo que significa mezclar una cosa con otra–.
- Datos: Q8349873